# بنتسوایلر
بنتسوایلر (به آلمانی: Benzweiler) یک شهر در آلمان است که در راین-هونسروک واقع شده‌است. بنتسوایلر ۲۱۰ نفر جمعیت دارد.